# Jesup (Geòrgia)
Jesup és una ciutat i seu del Comtat de Wayne (Geòrgia) dels Estats Units d'Amèrica.

## Demografia
Segons el cens del 2000, Jesup tenia 9.279 habitants, 2.921 habitatges, i 2.015 famílies. La densitat de població era de 216,6 habitants/km².
Dels 2.921 habitatges en un 33,1% hi vivien nens de menys de 18 anys, en un 43,6% hi vivien parelles casades, en un 21,6% dones solteres, i en un 31% no eren unitats familiars. En el 27,8% dels habitatges hi vivien persones soles el 13,1% de les quals corresponia a persones de 65 anys o més que vivien soles. El nombre mitjà de persones vivint en cada habitatge era de 2,54 i el nombre mitjà de persones que vivien en cada família era de 3,09.
Per edats la població es repartia de la següent manera: un 23,2% tenia menys de 18 anys, un 8,9% entre 18 i 24, un 33,1% entre 25 i 44, un 22,3% de 45 a 60 i un 12,5% 65 anys o més.
L'edat mediana era de 36 anys. Per cada 100 dones de 18 o més anys hi havia 135,4 homes.
Entorn del 19,4% de les famílies i el 21,8% de la població estaven per davall del llindar de pobresa.

## Poblacions properes
El següent diagrama mostra les poblacions més properes.